# Дельо войвода
Дельо войвода е българска фолклорна фигура, непотвърдена с исторически факти, родопски хайдутин от края на XVII и началото на XVIII век.

## Извори
Песни за Дельо войвода са записани и нотирани от фолклориста Васил Стоин през 1930 година. Днешен автор  пропуска този факт и пише, че легендата за Дельо хайдутин започва да се ражда след популяризирането на песента „Излел е Дельо хайдутин“. Тя е изпълнена през 1977 г. от Валя Балканска и Феим Джигов, записана е на златен диск и изпратена в Космоса на борда на американската сонда „Вояджър 1“. 

## Биография според легендите
Действа с чета в Централните Родопи. През 1720 година е начело на обединените хайдушки дружини, които нападат село Райково, за да отмъстят за убийството на двеста райковчани, отказали да приемат исляма. Според преданието, което се носело за него, „Деля го куршум не фата, Деля го сабя не сече“, враговете му го прострелват с нарочно излят за целта сребърен куршум.